# Kurt Winkelmann
Kurt Winkelmann (* 9. Juni 1932 in Grammentin; † 6. Juni 1996 in Neustrelitz) war ein deutscher Theologe, 1971 Landespastor für die Volksmission in Güstrow und von 1978 bis zu seinem Tod Landessuperintendent des Kirchenkreises Stargard. Er war zudem bis 1996 Mitglied des Beirats für Fragen der Inneren Führung.
Ihm wurde anlässlich seines 60. Geburtstages am 9. Juni 1992 die Ehrenbürgerschaft der Stadt Neustrelitz verliehen.

## Ehrungen
- Kurt-Winkelmann-Stiftung Neubrandenburg in Neubrandenburg
- evangelisches Alten- und Pflegeheim „Kurt Winkelmann“ in Neustrelitz